# Dolichocephala duodecempunctata
Dolichocephala duodecempunctata är en tvåvingeart som beskrevs av Smith 1969. Dolichocephala duodecempunctata ingår i släktet Dolichocephala och familjen dansflugor. Inga underarter finns listade i Catalogue of Life.